# Molophilus poliocephalus
Molophilus poliocephalus là một loài ruồi trong họ Limoniidae. Chúng phân bố ở miền Australasia.